# Mile Davidović
Mile Davidović (Slatina, 18. studenoga 1958.), naivni slikar.

## Životopis
Rodio se je u Slatini, a živio je u Mostaru i Bijeljini, gdje je završio osnovnu, srednju ekonomsku i glazbenu školu. Od 1977. godine živi u Beogradu, gdje je završio Višu ekonomsku školu.
Slikanjem se počinje baviti kao student, a od 1983. se godine profesionalno bavi slikarstvom. Izlagao je na oko 300 samostalnih i skupnih izložaba, u 50 zemalja diljem svijeta. Članom je Međunarodne udruge slikara naive, sa sjedištem u Parizu.